# Struga Spychowska
Struga Spychowska – nazwa odcinka rzeki Krutynia między jeziorami Spychowskim, a Zdróżno.
Hydrologicznie jest to rzeka Krutynia, ale tak właśnie nazywany jest odcinek między tymi jeziorami. Struga Spychowska wypływa z jeziora Spychowskiego, po drodze wpływa do niej struga z jeziora Kierwik, po czym kończy swój bieg w jeziorze Zdróżno.
Odcinek między jeziorami Zyzdrój Mały, a jeziorem Spychowskim nazywany jest Zyzdrojową Strugą.
Rzeka rozlewa się miejscami w terenie, nadaje się do kąpieli i połowu. Jest częścią jednego z najbardziej znanych spływów kajakowych, zwanych Spływem Krutynią.